# Kevin Sutherland
Kevin Sutherland (Sacramento, 4 juli 1964) is een Amerikaanse golfprofessional. Hij speelt sinds 1996 op de Amerikaanse PGA Tour en sinds 2014 ook op de Champions Tour.
Hij studeerde aan de California State University - Fresno en werd in 1987 professional. Sutherland speelde enkele jaren op de Web.com Tour en kwalificeerde zich voor de Amerikaanse Tour in 1996. Hij was de eerste speler die zijn eerste overwinning behaalde tijdens een toernooi van de World Golf Championships. Hij won op 15 januari 2002 het WGC - Matchplay nadat hij in de 36-holes finale Scott McCarron (ook uit Sacramento) op de laatste green versloeg. Hij verdiende daarmee € 1.279.902. Hoewel hij verder geen overwinningen op de Tour behaalde, heeft hij in 2008 de top-50 van de wereldranglijst gehaald. Daarna waren zijn prestaties beduidend minder
Sinds 2014 speelt hij op de Champions Tour. Zijn eerste overwinning daar kwam in 2017, toen hij het Charles Schwab Cup Championship won.

## Gewonnen

### PGA Tour
- 2002: WGC - Matchplay

### PGA Tour Champions (5)
- 2017: Charles Schwab Cup Championship[2]
- 2019: Rapiscan Systems Classic[3], Principal Charity Classic[4]
- 2020: Charles Schwab Cup Championship
- 2021: Cologuard Classic[5]

### Overig (2)
- 2000: Callaway Golf Pebble Beach Invitational
- 2019: TaylorMade Pebble Beach Invitational